# Indosfera

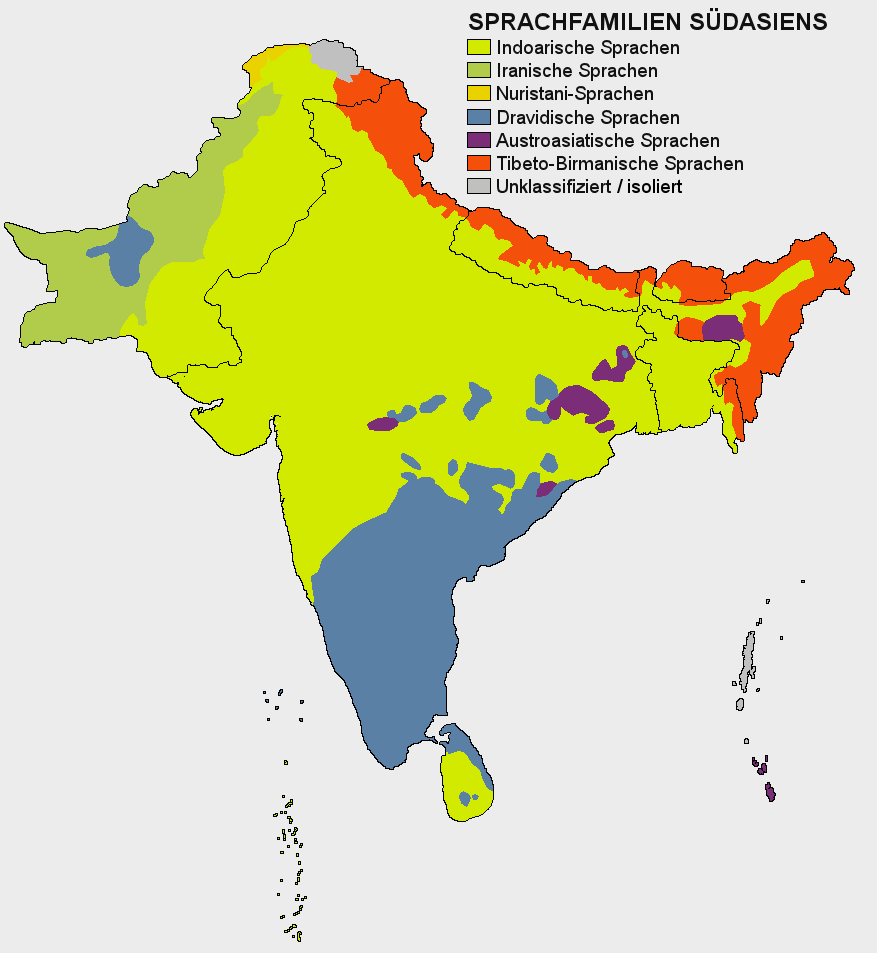
Ilustración geográfica

La indosfera es un término técnico propuesto por el lingüista James Matisoff (originalmente, en inglés: Indosphere) para referirse a un subgrupo de lenguas tibetano-birmanas. Se usa comúnmente como un término opuesto al término de sinoesfera, que se refiere a las lenguas tibetano-birmanas que guardan una cercanía con el idioma chino.

## Influencia
La subfamilia de lenguas tibetano-birmanas, que se extiende sobre una enorme área de distribución geográfica, se caracteriza por una gran diversidad tipológica, que incluye los idiomas que van desde el tipo tonal, monosílabos, analítico con morfología desprovista de afijos, como el grupo lolo-búrmico hasta situarse lenguas atonaes con sistemas complejos de la morfología de concordancia gramatical en el verbo, como el grupo de kiranti de Nepal. Los orígenes de esta diversidad no se conocen pero pudo haber contribuido a ello la influencia de China, por un lado y de las lenguas indoarias por el otro. Dos grandes subgrupos formados por contacto de área se pueden distinguir del grupo tibetano-birmano: la sinósfera y la indósfera. Estas esferas fueron propuestas por Matisoff como una combinación de características culturales y lingüísticas. Una zona de amortiguación entre ellos como un tercer grupo fue propuesto por Kristine A. Hildebrandt, seguido por B. Bickel y J. Nichols. Matisoff agrupa las lenguas en la familia en la sinósfera y la indósfera debido a la influencia lingüística y política de China y la India, respectivamente, sobre las lenguas. Idiomas de la indosfera se hablan en la región en lenguas indias.
Algunas lenguas y culturas firmemente pertenecer a uno u otro. Por ejemplo, la munda y ramas khasi de lenguas austro-asiática, el idioma tibetano-birmano del Este de Nepal, y gran parte de la rama Kamarupan del tibetano-birmano, que sobre todo incluye Meitei (Manipuri) son indósféricas, mientras que los hmong-mien, el kam-rama sui de Kadai, la rama de Loloish tibetano-birmana y Vietnam (Viet-Muong) son sinosféricas. Algunos otros idiomas, como el tailandés y tibetano, han sido influenciados por la cultura china y la india en diferentes períodos históricos. Sin embargo otras comunidades lingüísticas están tan alejadas geográficamente que han escapado a la influencia significativa de ambos.
Por ejemplo, la rama aslian de Mon-Jemer en Malasia, o la rama nicobareses de Mon-Jemer en las islas Nicobar en el Océano Índico muestran poca influencia de la sinósfera o indósfera. El idioma bodish y lenguas kham se caracterizan por híbridos propiedades prosódicos similar a la relacionada con los idiomas indosféricos hacia el oeste y también a idiomas sinosféricos hacia el este. Algunos de los idiomas del grupo kiranti de la indosfera se encuentra entre las lenguas morfológicamente más complejas de Asia.
La influencia cultural, intelectual y política de la India ―especialmente la de la escritura devanagari― comenzó a penetrar en los insulares y peninsulares el sudeste de Asia hace unos 2000 años. Sistemas de escritura indios fueron adoptados primero por austronesios, como Java y Cham, y Austroasiáticos, como rojos y lun, por Tai (tailandés y Laos) y el tibetano-birmano (Pyu, Birmania, y Karen). Entre los idiomas indosféricos también se encuentran en el sudeste asiático continental (MSEA), definido como la región que comprende Laos, Camboya y Tailandia, así como partes de Birmania, la península de Malasia y de Yunnan. Idiomas relacionados también se encuentran en el sudeste de Asia que van desde las islas de Sumatra, Java, Bali, al sur de Célebes, y la mayoría de las Filipinas. Los componentes de los vocabularios de los jemer, mon, Birmania, Tailandia y Laos consisten en palabras de Pali o de origen sánscrito. La influencia de la India también se extendió al norte de la región del Himalaya. Los tibetanos han utilizado la escritura devanagari desde el siglo VII d. C., pero han preferido el vocabulario religioso y técnico de morfemas autóctonos en lugar de vocabularios de los indios. Los imperios Cham, conocidos colectivamente como Champa, que se fundaron a finales del siglo II, pertenecía directamente a la influencia de la indósfera, más que a la sinósfera que dio forma a gran parte de la cultura vietnamita y por la cual los chams fueron influenciados más tarde y de forma indirecta.

## Estructura
Idiomas en la sinoesfera (aproximadamente el sudeste asiático) tienden a ser más analíticas, con una morfología poco, monosílabos o estructuras léxicas, agravando extensos complejos sistemas tonales, y en serie construcciones verbales. Las lenguas en la indósfera (aproximadamente el Himalaya y el sur de Asia) tienden a ser más aglutinantes, con estructuras polisílabas, la morfología verbal y detallada las marcas de las relaciones interproposicionales. Las lenguas que se hablan en la indósfera tienden a ser morfológicamente más complejas.
Muchas lenguas en la parte occidental de la familia sino-tibetana, que incluye los idiomas tibetano-birmana, muestran importantes semejanzas tipológicas con otros idiomas del sur de Asia, lo que les sitúa en el grupo de indósfera. A menudo tienen más sílabas que se encuentran en el este, mientras que los sistemas de sonido, aunque demuestran, no son tan frecuentes. Los idiomas indosféricos son a menudo monótonos. A menudo no es la morfología de inflexión importante, desarrollarse plenamente, los sistemas de marcas de caso a la morfología pronominal amplia se encuentra en el verbo. Estas lenguas en general son una serie de tipos de interrelaciones ocasionales y tienen una construcción distinta de los auxiliares verbales. Los idiomas de la indósfera suelen mostrar consonantes oclusivas retroflejas, oraciones postsentenciales de relativo y la extendida gramaticalización del verbo decir. En los idiomas indosféricos, como los idiomas tibetano-birmanos del noreste de la India y Nepal, por ejemplo, el desarrollo de los pronombres relativos y estructuras correlativas, así como de retrofleja consonantes iniciales, se encuentra a menudo.